# Verhaallijn
Een verhaallijn beschrijft binnen een verhaal (in een boek, film, ballades of televisieserie) het begin, verloop en einde van wat personages doen en  meemaken. Een verwante term is synopsis, een samenvatting van de belangrijkste punten van een geschreven werk. Bij het ontbreken van een samenhangende verhaallijn spreekt men wel van los zand.
Verhaallijn wordt soms als synoniem voor plot gebruikt. Als het gaat om een chronologische opsomming van handelingen en van wat er gebeurt, dan is het een verhaallijn. Als de nadruk ligt op het expliciet maken van de structuur van en de relaties binnen het verhaal, heeft de term plot de voorkeur. 
In een verhaal kunnen meerdere verhaallijnen zitten. Bij verschillende verhaallijnen (verwikkelingen) in een verhaal spreekt men van subplots of intriges. De rode draad is een belangrijk onderdeel van de verhaallijn. Het is een element dat telkens terugkeert, en dat alle gebeurtenissen binnen de verhaallijn met elkaar verbindt.